# Ruth Westheimer
Karola Ruth Siegel (sinh ngày 4/6/1928) là một diễn viên điện ảnh Mỹ.